# Geferson
Geferson Cerqueira Teles, meglio noto come Geferson (Lauro de Freitas, 13 maggio 1994), è un calciatore brasiliano, difensore dell'Atlético Piauiense.

## Caratteristiche tecniche
Terzino sinistro, dotato di un buon fisico, longilineo, ha una buona velocità e per questo rimane quasi sempre come ultimo uomo nelle palle inattive quando la sua squadra attacca. Accompagna spesso l'azione con i suoi inserimenti dettando bene il passaggio; tecnicamente dotato, usa quasi esclusivamente il piede mancino, bravo ad andare sul fondo e crossare per i compagni.

## Carriera

### Club

#### Internacional e il prestito al Vitória
Creesciuto nelle giovanili del Vitória nel 2011 si trasferisce all'Internacional di Porto Alegre giocando le prime tre stagioni nel settore giovanile dei Colorado.
Nella stagione 2014 viene aggregato alla Prima squadra senza che però venga mai impiegato; l'anno successivo invece, con l'avvento in panchina di Diego Aguirre, diventa terzino sinistro di riserva del titolare Fabrício. Il suo esordio è datato 14 febbraio 2015, in occasione della gara di Campionato Gaúcho giocata contro il Caxias e vinta per 2 a 1.
Nell'aprile seguente diventa il terzino sinistro titolare della squadra a causa della cessione di Fabrício al Cruzeiro. Il 17 aprile gioca la sua prima partita di Coppa Libertadores in occasione della trasferta vinta per 4 a 0 contro i cileni dell'Universidad de Chile nella fase a gironi della competizione. Il 3 maggio successivo l'Internacional vince per 2 a 1 la Finale del Campionato Gaúcho contro il Grêmio. L'esordio nel Brasileirão avviene invece il 23 maggio in occasione della trasferta pareggiata contro il Vasco da Gama nella quale Geferson è costretto ad uscire dal campo, al 23º minuto, a causa di un infortunio.
A gennaio 2017 viene ceduto, a titolo temporaneo, al Vitória, club dove è cresciuto calcisticamente. L'esordio arriva il 26 gennaio in occasione della partita di Copa do Nordeste vinta, per 3-1, contro il Sergipe. Il 23 aprile 2017 mette a segno la sua prima rete da professionista in occasione della vittoria casalinga, per 5-0, contro il Vitória da Conquista. Il 7 maggio successivo vince il suo primo Campionato Baiano poiché la sua squadra nel doppio scontro con lo Bahia supera gli avversari. A fine anno totalizza 39 presenze e 1 rete.

#### CSKA Sofia
L'8 gennaio 2018 passa, a titolo definitivo, ai bulgari del CSKA Sofia. L'esordio arriva il 17 febbraio successivo in occasione della trasferta vinta, per 0-5, contro il Vereja. Conclude la sua prima stagione lontano da casa con un bottino di 14 presenze.
Il 12 luglio 2018 disputa la sua prima partita internazionale in occasione del primo turno di UEFA Europa League contro i lèttoni del Riga FC.

### Nazionale
Il 5 maggio 2015 viene convocato dal Commissario Tecnico del Brasile Dunga per partecipare alla Copa América 2015 in sostituzione di Marcelo infortunatosi. Il Brasile viene eliminato ai Quarti di Finale della competizione, ai calci di rigore dal Paraguay, senza che Geferson abbia avuto la possibilità di scendere in campo.

## Statistiche

### Presenze e reti nei club
Statistiche aggiornate al 15 febbraio 2025.
| Stagione             | Squadra              | Campionato           | Campionato | Campionato | Coppe nazionali | Coppe nazionali | Coppe nazionali | Coppe continentali | Coppe continentali | Coppe continentali | Altre coppe | Altre coppe | Altre coppe | Totale | Totale |
| Stagione             | Squadra              | Comp                 | Pres       | Reti       | Comp            | Pres            | Reti            | Comp               | Pres               | Reti               | Comp        | Pres        | Reti        | Pres   | Reti   |
| -------------------- | -------------------- | -------------------- | ---------- | ---------- | --------------- | --------------- | --------------- | ------------------ | ------------------ | ------------------ | ----------- | ----------- | ----------- | ------ | ------ |
| 2014                 | Internacional        | PD/RS+A              | 0          | 0          | CB              | 0               | 0               | CS                 | 0                  | 0                  | -           | -           | -           | 0      | 0      |
| 2015                 | Internacional        | PD/RS+A              | 11+12      | 0          | CB              | 2               | 0               | CL                 | 5                  | 0                  | -           | -           | -           | 30     | 0      |
| 2016                 | Internacional        | PD/RS+A              | 1+15       | 0          | CB              | 3               | 0               | -                  | -                  | -                  | -           | -           | -           | 19     | 0      |
| Totale Internacional | Totale Internacional | Totale Internacional | 12+27      | 0          |                 | 5               | 0               |                    | 5                  | 0                  |             | -           | -           | 49     | 0      |
| 2017                 | Vitória              | PD/BA+A              | 8+19       | 1+0        | CB              | 4               | 0               | -                  | -                  | -                  | CN          | 8           | 0           | 39     | 1      |
| gen.-giu. 2018       | CSKA Sofia           | A-PFG                | 5+8        | 0          | CB              | 1               | 0               | -                  | -                  | -                  | -           | -           | -           | 14     | 0      |
| 2018-2019            | CSKA Sofia           | A-PFG                | 10+6       | 0          | CB              | 1               | 0               | UEL                | 4                  | 0                  | -           | -           | -           | 21     | 0      |
| 2019-2020            | CSKA Sofia           | A-PFG                | 16+3       | 1+0        | CB              | 4               | 0               | UEL                | 6                  | 1                  | -           | -           | -           | 29     | 2      |
| 2020-2021            | CSKA Sofia           | A-PFG                | 15         | 0          | CB              | 4               | 0               | UEL                | 6                  | 0                  | -           | -           | -           | 25     | 0      |
| 2021-2022            | CSKA Sofia           | A-PFG                | 22+4       | 0          | CB              | 5               | 0               | UECL               | 11                 | 0                  | SB          | 1           | 0           | 43     | 0      |
| 2022-2023            | CSKA Sofia           | A-PFG                | 20+1       | 1+0        | CB              | 1               | 0               | UECL               | 6                  | 0                  | -           | -           | -           | 28     | 1      |
| Totale CSKA Sofia    | Totale CSKA Sofia    | Totale CSKA Sofia    | 88+22      | 2+0        |                 | 16              | 0               |                    | 33                 | 1                  |             | 1           | 0           | 160    | 3      |
| gen.-apr. 2024       | Paysandu             | PD/PA+B              | 2+0        | 0          | CB+CV           | 0+1             | 0               | -                  | -                  | -                  | -           | -           | -           | 3      | 0      |
| apr.-dic. 2024       | Londrina             | A1/PR+C              | 0+9        | 0          | -               | -               | -               | -                  | -                  | -                  | -           | -           | -           | 9      | 0      |
| 2025                 | Atlético Piauiense   | PD/PI                | 5          | 0          | -               | -               | -               | -                  | -                  | -                  | -           | -           | -           | 5      | 0      |
| Totale carriera      | Totale carriera      | Totale carriera      | 192        | 3          |                 | 26              | 0               |                    | 38                 | 1                  |             | 9           | 0           | 262    | 4      |

## Palmarès

### Club

#### Competizioni statali
- Campionato Gaúcho: 2

Internacional: 2015, 2016
- Campionato Baiano: 1

Vitória: 2017
- Campionato Paraense: 1

Paysandu: 2024

#### Competizioni nazionali
- Coppa di Bulgaria: 1

CSKA Sofia: 2020-2021